# Amy Van Nostrand
Amy Van Nostrand (Providence, 11 de abril de 1953) é uma atriz e produtora cinematográfica norte-americana. Já participou de várias produções de televisão, teatro e cinema.

## Primeiros anos
Van Nostrand nasceu e cresceu em Providence, Rhode Island. Seu pai, A.D. Van Nostrand, foi professor e presidente dos departamentos de língua inglesa da Universidade Brown e do Instituto de Tecnologia da Geórgia, além de ter recebido o Prêmio Peabody de televisão educacional. Ela frequentou a Brown, graduando-se Bachelor of Arts em 1975, e fez treinamento teatral na Trinity Repertory Company, onde estudou com fellowship por oito temporadas e desempenhou muitos papéis nos palcos.

## Carreira
Na Broadway, Van Nostrand interpretou Miss Cutts em The Hothouse, de Harold Pinter. Atuou também nas produções off-Broadway de Dance With Me no Pearl Theatre, Scrambled Eggs, Off the King's Road e The God Committee. Além da Trinity Repertory, trabalhou com muitas outras companhias de teatro regional, incluindo Huntington Theatre Company, George Street Playhouse, Williamstown Theatre Festival, Coast Playhouse, Pittsburgh Public Theatre, The People's Light & Theatre Company e Weston Playhouse Theatre Company, da qual integra o Conselho de Administração. Também é membro da Actors' Equity Association.
No cinema, atuou em longas-metragens como Outside Providence (1999) e Ghost Town (2008) e também foi produtora associada na produção da comédia romântica Seven Girlfriends (1999). Na televisão, participou de episódios de séries populares como Frasier, The Practice, Wings, Cagney and Lacey e L.A. Law; telefilmes como The Flood: Who Will Save Our Children? e a soap opera One Life to Live. Teve ainda um papel de destaque na série educativa Family Album, U.S.A.

## Vida pessoal
A artista casou-se em 1982 com o ator Tim Daly, tornando-se cunhada da atriz Tyne Daly. O casal se conheceu no palco da Trinity Repertory quando contracenavam na peça The Buried Child, de Sam Shepard. Tiveram dois filhos, Emelyn e Sam Daly, que também seguiu carreira como ator. Amy e Tim se divorciaram em 2010.

## Filmografia

### Cinema
| Ano  | Título             | Papel           | Notas                      | Ref.   |
| ---- | ------------------ | --------------- | -------------------------- | ------ |
| 1987 | Made in Heaven     | Garota em Clios |                            | [ 13 ] |
| 1992 | Deception          | Marge Swimmer   | tcc.: Ruby Cairo           | [ 13 ] |
| 1999 | Outside Providence | Sra. Weston     |                            | [ 8 ]  |
| 1999 | Seven Girlfriends  |                 | Produtora associada        | [ 8 ]  |
| 1999 | Say You'll Be Mine |                 | tcc.: Strangers in Transit | [ 4 ]  |
| 2000 | Partners in Crime  | Sra. Weems      |                            | [ 7 ]  |
| 2004 | Bereft             | Jodi            |                            | [ 8 ]  |
| 2008 | Ghost Town         | Fantasma        |                            | [ 7 ]  |
| 2016 | Year by the Sea    | Brenda          |                            | [ 8 ]  |
| 2016 | Black Road         |                 | Coprodutora                | [ 14 ] |

### Televisão
| Ano     | Título                                 | Papel                             | Notas                                   | Ref.   |
| ------- | -------------------------------------- | --------------------------------- | --------------------------------------- | ------ |
| 1981    | The House of Mirth                     | Gwen Van Osburgh                  | Telefilme                               | [ 15 ] |
| 1984-88 | Cagney & Lacey                         | Bon Bon Le Chocolat / Carol Terry | 2 episódios                             | [ 4 ]  |
| 1987    | L.A. Law                               | Nancy Shacter                     | Episódio: "The Grace of Wrath"          | [ 4 ]  |
| 1987    | Kids Like These                        | Amy                               | Telefilme                               | [ 7 ]  |
| 1987    | Vietnam War Story                      | Carpinteira                       | Episódio: "Home"                        | [ 4 ]  |
| 1989    | Almost Grown                           | Rafaella Biaggi                   | Episódio: "Take It Slow"                | [ 16 ] |
| 1990    | Over My Dead Body                      |                                   | Telefilme                               | [ 4 ]  |
| 1991    | Family Album, U.S.A.                   | Marilyn Stewart                   | Série educativa                         | [ 9 ]  |
| 1993    | The Flood: Who Will Save Our Children? | Linda Smith                       | Telefilme                               | [ 7 ]  |
| 1994    | Dangerous Heart                        | Emily                             | Telefilme                               | [ 14 ] |
| 1994    | On Trial                               | Sheila Carmichael                 | Especial                                | [ 4 ]  |
| 1995    | Wings                                  | Gwen Tucker                       | Episódio: "Have I Got a Couple for You" | [ 4 ]  |
| 1997    | The Practice                           | Carolyn Wiggins                   | Episódio: "Sex, Lies and Monkeys"       | [ 4 ]  |
| 1998    | Frasier                                | Janice                            | Episódio: "The Maris Counselor"         | [ 17 ] |
| 1999    | Execution of Justice                   | Mary Ann White                    | Telefilme                               | [ 18 ] |
| 1999    | One Life to Live                       | Mary                              | Soap opera                              | [ 4 ]  |
| 2001    | The Fugitive                           | Grace Tully                       | Episódio: "And in That Darkness"        | [ 4 ]  |
| 2005    | Landslide                              | Ginger                            | Telefilme                               | [ 19 ] |
| 2006    | Law & Order                            | Maddy                             | Episódio: "Thinking Makes It So"        | [ 20 ] |

### Websérie
| Ano  | Título  | Papel          | Notas                        | Ref.   |
| ---- | ------- | -------------- | ---------------------------- | ------ |
| 2018 | Glimpse | Veronica Brown | Episódio: "Sebastian Moller" | [ 21 ] |

## Teatro
| Ano  | Produção               | Dramaturgo                | Papel            | Notas                                       | Ref.   |
| ---- | ---------------------- | ------------------------- | ---------------- | ------------------------------------------- | ------ |
| 1981 | The Buried Child       | Sam Shepard               | Shelly           | Trinity Repertory Company; turnê pela Índia | [ 22 ] |
| 1982 | The Hothouse           | Harold Pinter             | Miss Cutts       | Broadway                                    | [ 1 ]  |
| 1993 | The Colorado Catechism | Vincent J. Cardinal       | Donna            | Coast Playhouse                             | [ 23 ] |
| 2000 | Ancestral Voices       | A.R. Gurney               |                  | George Street Playhouse                     | [ 24 ] |
| 2002 | Heartbreak House       | George Bernard Shaw       | Hesione Hushabye | Huntington Theatre Company                  | [ 25 ] |
| 2006 | Something You Did      | Willy Holtzman            | Alison           | People’s Light & Theater Company            | [ 26 ] |
| 2006 | The God Committee      | Mark St. Germain          | Dra. Ann Ross    | Off-Broadway                                | [ 27 ] |
| 2008 | A View from the Bridge | Arthur Miller             | Beatrice         | Guthrie Theater                             | [ 28 ] |
| 2010 | Death of a Salesman    | Arthur Miller             | Linda Loman      | Weston Playhouse Theatre Company            | [ 29 ] |
| 2013 | Off the King's Road    | Neil Koenigsberg          | Ellen Mellman    | Off-off-Broadway                            | [ 30 ] |
| 2013 | Scrambled Eggs         | Robin Kahn, Gary Richards | Karen            | Off-Broadway                                | [ 31 ] |
| 2014 | Stalking the Bogeyman  | David Holthouse           |                  | Off-Broadway; produtora associada           | [ 27 ] |

## Prêmios
| Ano     | Premiação         | Categoria           | Produção               | Resultado | Ref.         |
| ------- | ----------------- | ------------------- | ---------------------- | --------- | ------------ |
| c. 1993 | DramaLogue Awards | Atriz de excelência | The Colorado Catechism | Venceu    | [ 4 ] [ 32 ] |